# Archion

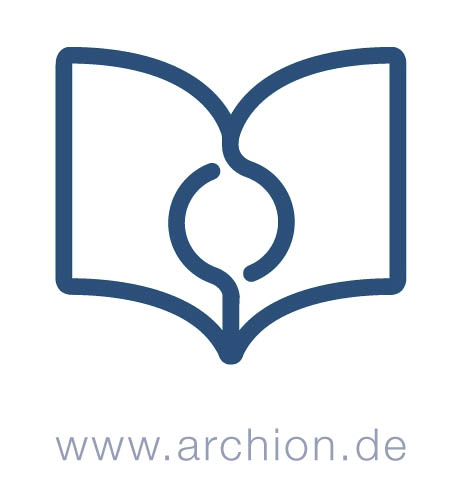
Logo Archion

Archion ist ein kostenpflichtiges Webportal, das Kirchenbücher und weitere prosopographische Quellen online stellt. Eine Beta-Version des Portals startete am 13. September 2014 auf dem 66. Deutschen Genealogentag in Kassel. Der Live-Betrieb wurde am 20. März 2015 im Landeskirchenamt der Evangelischen Kirche von Kurhessen-Waldeck in Kassel freigeschaltet.

## Geschichte
Die Kirchenbuchportal GmbH, die im Mai 2013 von der Evangelischen Kirche in Deutschland und elf evangelischen Landeskirchen in Stuttgart gegründet wurde, stellt den laufenden Betrieb des Portals sicher. Die Anfänge des Projekts liegen in den Jahren 2005 / 2006 und sind eng mit der Arbeit des Verbands kirchlicher Archive verbunden. An der Testphase ab September 2014 konnten  über 4000 Benutzer teilnehmen. Im Oktober 2015 verwaltete Archion bereits ein Datenvolumen von rund 200 Terabyte (inklusive Spiegelung der Daten). Als weitere Gesellschafterinnen sind 2016 drei evangelische Landeskirchen hinzugekommen.
Archion hat sich seit seinem Bestehen zu einem wichtigen Portal für die Genealogie entwickelt, das auch im Ausland auf reges Interesse stößt.

## Ziele
Vorrangige Aufgabe von Archion ist es, prosopographische Quellen aller Art digital bereitzustellen, insbesondere Kirchenbücher aller Konfessionen. Da ab dem 1. Januar 1876 die Standesämter für die Personenstandsregister im Deutschen Reich amtlich zuständig waren, wird durch Archion ein deutsches Familienarchiv geschaffen, an welches sich die öffentlich-rechtlichen Archive nahtlos anschließen.  
Gestartet ist Archion mit Fokus auf die etwa 200.000 evangelischen Kirchenbücher. Zum Zeitpunkt der Beta-Version im September 2014 waren etwa 20.000, zum Zeitpunkt des offiziellen Starts im März 2015 etwa 40.000 Kirchenbücher mit einem Umfang von rund 2,5 Millionen Seiten digitalisiert. Im Jahr 2021 erreichte die Zahl der online einsehbaren Kirchenbücher 120.000. Das sind über 19.000.000 Bilder. Zum 10-jährigen Geburtstag am 20. März 2025 waren es bereits mehr als 175.000 digitalisierte Kirchenbücher mit fast 30 Millionen Seiten.